# David McWilliams
David McWilliams (Belfast, 4 juli 1945 – Ballycastle, 8 januari 2002) was een Noord-Ierse zanger, liedjesschrijver en gitarist. Zijn bekendste nummers zijn Days of Pearly Spencer uit 1967 en Can I Get There by Candlelight uit 1969.

## Carrière
McWilliams werd geboren in Belfast, maar woonde vanaf zijn derde in Ballymena. Hij volgde daar een technische opleiding en ging werken bij Shorts Missile Systems in Belfast, een fabriek die raketten maakte voor het Britse leger.
Zijn hobby’s intussen waren voetbal, gitaarspelen en liedjes schrijven. Hij was een enthousiast amateurvoetballer. Naast zijn werk zette hij een dansorkestje op, The Coral Showband.
Een demoversie van een paar liedjes die hij had geschreven en ingezongen, kwam in handen van Phil Solomon, de vroegere manager van The Bachelors en Them. Solomon moedigde McWilliams aan om zijn baan vaarwel te zeggen en een muzikale carrière te beginnen. Hij produceerde in 1966 McWilliams' eerste single, God and My Country/Blue Eyes. Hoewel de single flopte, gingen Solomon en McWilliams door. Begin 1967 kwam McWilliams’ eerste lp uit, die redelijk verkocht. McWilliams’ tweede single, Days of Pearly Spencer (ook bekend als The Days of Pearly Spencer) en de tegelijk uitgebrachte tweede lp gingen vergezeld van een intensieve reclamecampagne in de Britse popbladen en een reeks commercials op Radio Caroline (waar Solomon in de directie zat). ‘The single that will blow your mind, the album that will change the course of music’ (‘de single die je geest zal verruimen, de lp die de muziek een andere koers laat inslaan’), beloofden de advertenties. De intensieve promotie via een piratenzender had wel tot gevolg dat de staatsomroep BBC het nummer niet wilde draaien.
Days of Pearly Spencer gaat over een dakloze die McWilliams in Ballymena had leren kennen. Het heeft een heel karakteristiek refrein, dat blikkerig klinkt, alsof het door een megafoon is gezongen. In de clip bij het nummer is het een telefoon waarin McWilliams zingt; de clip bevat opnamen gemaakt onderaan de trap van de Choorstraat naar de Oude Gracht in Utrecht. Het nummer haalde de Britse hitparade niet (de lp werd overigens wel een klein hitje), maar was wel een succes in andere Europese landen, zoals Frankrijk en Nederland, waar het de achtste plaats haalde.
Het nummer is talloze malen gecoverd. Al in 1968 verscheen een Italiaanse versie van Caterina Caselli onder de naam Il volto della vita. In 1978 kwam Don Mercedes met een door Peter Koelewijn geschreven Nederlandstalig nummer onder de titel Telefoon, weliswaar op de melodie van Days of Pearly Spencer maar met een andere tekst. In 1992 haalde Marc Almond met zijn versie van het nummer wél de Britse hitparade; het nummer kwam tot de vierde plaats. De Franse groep The Vietnam Veterans bracht in 1988 een album uit onder de titel The Days of Pearly Spencer.
De twee volgende singles bleven onopgemerkt, maar Can I Get There by Candlelight? werd in 1969 wereldberoemd. Het nummer werd een hit in Duitsland, Frankrijk en Italië. In Nederland haalde het nummer de achttiende plaats. Toch was het nummer ook in Nederland heel populair. Jan van Veen koos het als herkenningsmelodie voor zijn radioprogramma Candlelight. In 1995 nam David McWilliams het nummer opnieuw op, nu samen met de Nederlandse zangeres Connie Breukhoven (Vanessa). Lennaert Nijgh maakte een Nederlandse vertaling, Zet een kaars voor je raam, die het in 1976 in de vertolking van Rob de Nijs tot de dertiende plaats bracht.
Vanwege zijn populariteit in Italië nam McWilliams twee singles in het Italiaans op. Zijn Engelse singles werden in Groot-Brittannië nooit een succes. Alleen zijn eerste drie lp’s verkochten goed. Wel was hij een veelgevraagd artiest voor optredens, zowel in Engeland als daarbuiten. Een van zijn tournees deed hij samen met The Dubliners.
McWilliams besloot in 1978 het rustiger aan te gaan doen. Hij vestigde zich in Ballycastle (Noord-Ierland). Hij bleef beschikbaar voor tournees, maar bracht de frequentie wel terug. In 1984 trad hij op bij een benefietconcert voor de Engelse mijnwerkers, die toen een langdurige staking hielden.
In 2002 overleed hij aan een hartaanval in zijn huis in Ballycastle. David McWilliams is tweemaal getrouwd geweest en liet acht kinderen na.

## Discografie
Algemene opmerking: Het nummer Days of Pearly Spencer wordt op verschillende platen The Days of Pearly Spencer genoemd.

### Britse singles
- 1966: God and My Country / Blue eyes
- 1967: Days of Pearly Spencer / Harlem Lady
- 1968: This Side of Heaven / Mr. Satisfied
- 1969: The Stranger / Follow Me
- 1969: Can I Get There by Candlelight / Redundancy Blues
- 1969: Oh Mama Are You My Friend / I Love Susie in the Summer
- 1971: Maggie's Coming Home / Margie
- 1973: Gold / Go on Back to Momma
- 1973: Love Like a Lady / Down by The Dockyard
- 1974: You’ve Only Been a Stranger / Ships in the Night
- 1977: By the Lights of Cyrian / Toby
- 1977: Love Walked in (When You Walked out Today) / Don’t Need Your Blues
- 1978: Days of Pearly Spencer / By the Lights of Cyrian
- 1978: Don’t Do It for Love / Marko the Majician
- 1979: Circles / Laugh at the Clown
- 1981: Black Velvet / Everytime
- 1982: Wounded / We Can Fly
- 1987: Working for the Government / Listen to the Heart
- 1994: Dream Street Rose (twee versies)

### Selectie uit de singles uitgebracht in andere landen
- 1968: Can I Get There by Candlelight / Marlena (Nederland; in 1969 uitgebracht in België)
- 1968: I fiori nel vento / Correrai, correrai (Italiaanse vertalingen van Poverty Street en Mr. Satisfied; Italië)
- 1968: This Side of Heaven / Days of Pearly Spencer (Nederland)
- 1969: Un sasso nel cuore / Lo straniero (Italiaanse vertalingen van Intangible en The Stranger; Italië)
- 1969: Three O'Clock Flamingo Street / What's the Matter with Me (België)
- 1975: Days of Pearly Spencer / Poverty Street (Nederland)
- 1979: Circles / Dusty Bluebells (Nederland)
- 1979: Dusty Bluebells / Slip Slidin’ Away (Nederland)
- 1979: Can I Get There by Candlelight / Days of Pearly Spencer (Nederland)
- 1995: (Can I Get There by) Candlelight / Softly Come Moonlight (duet met Vanessa; Nederland)[4]

### Ep's en maxisingles
- 1977: By the Lights of Cyrian / Love Walked in (When You Walked out Today) / Don’t Drink the Water / Lay It on the Line (Benelux)
- 1992: Days of Pearly Spencer / Harlem Lady / How Can I Be Free / The Stranger (Nederland)

### Lp's
- 1967: David McWilliams Singing Songs by David McWilliams (nr. 38 in The UK Albums Chart)
- 1967: David McWilliams, Volume 2 (nr. 23 in The UK Albums Chart)
- 1968: David McWilliams, Volume 3 (nr. 39 in The UK Albums Chart)
- 1972: Lord Offaly
- 1973: The Beggar and the Priest
- 1974: Livin’s Just a State Of Mind
- 1977: David McWilliams
- 1978: Don't Do It for Love
- 1979: When I Was a Dancer (niet in Groot-Brittannië, wel in enkele andere landen, waaronder Nederland)
- 1981: Wounded
- 1987: Working for the Government

### Cd's
- 1992: The Best of The EMI Years (uitgebracht door EMI; CD EMS 1457)
- 1995: Bucket Full of Dreams (uitgebracht door JA Records; JA011)
- 2001: The Days of David McWilliams (uitgebracht door Cherry Red; RMP 225)
- 2002: The Days of Pearly Spencer (uitgebracht door Magic-Music; 3930160)
- 2002: Days at Dawn (uitgebracht door Castle/Santuary; CMDDD452)
- 2003: Reflections of David McWilliams (uitgebracht door Cherry Red; RMP 257)
- 2003: Using Me (uitgebracht door Blue Print Records; BP358CD)
- 2003: The Days of Pearly Spencer Volume 2 (uitgebracht door MAM 700139 3930979)
- 2009: Days of Pearly Spencer (uitgebracht door KAPP; 660991-2)
- 2016: Lord Offaly (uitgebracht door Esoteric Recordings; ECLEC 2559)
- 2016: Working For The Government (uitgebracht door Crashed Music)

### NPO Radio 2 Top 2000
| Nummers met noteringen in de NPO Radio 2 Top 2000 | '99  | '00  | '01  | '02  | '03  | '04  | '05  |
| ------------------------------------------------- | ---- | ---- | ---- | ---- | ---- | ---- | ---- |
| Can I Get There by Candlelight                    | 1590 | -    | -    | -    | -    | -    | -    |
| Days of Pearly Spencer                            | 1606 | 1593 | 1366 | 1778 | 1697 | 1878 | 1930 |

1. ↑  Een '-' betekent dat het nummer niet was genoteerd en een vetgedrukt getal geeft de hoogste notering van een nummer aan.
2. ↑  Deze tabel is bijgewerkt tot en met de laatste editie (2024).